# 2008-as Eurovíziós Táncverseny
A 2008-as Eurovíziós Táncverseny volt a második Eurovíziós Táncverseny, amit az Egyesült Királyság-beli Glasgowban rendeztek, ahol a lengyel Edyta Herbuś és Marcin Mroczek nyert 154 ponttal, akik rumbát, csacsacsát és dzsesszt mutattak be. A versenyre 2008. szeptember 6-án került sor. Az Eurovíziós Dalfesztivállal ellentétben itt nem az előző évi győztes rendez, hanem pályázni kell a rendezés jogára, mint a Junior Eurovízión. Az Egyesült Királyság sorozatban másodszor adott otthont a fesztiválnak. A 2007-es verseny a finn Katja Koukkula és Jussi Väänänen győzelmével zárult, akik rumbát és pasodoblét mutattak be a brit fővárosban, Londonban.

## A helyszín és a verseny
A verseny pontos helyszíne az Egyesült Királyság-beli Glasgowban található Skót Kiállítási- és Konferenciaközpont volt.
A verseny logója hasonlít az egy évvel korábbi logóhoz: egy csillagot ábrázol, benne egy táncospár sziluettje, előtte az Eurovision Dance Contest, valamint a Glasgow 2008 felirat látható.
Az est házigazdái sorozatban másodszor Graham Norton és Claudia Winkleman voltak.

## A résztvevők
Először vett részt a versenyen Azerbajdzsán, és az ötödik helyen végzett, ami sikeresnek mondható.
Visszalépett az előző évben nulla ponttal utolsó Svájc. Szintén rossz eredményre hivatkozva Németország is így döntött. Néhány nappal a verseny előtt jelentette be a spanyol műsorsugárzó, hogy nem kívánnak részt venni, pedig már az indulójuk is megvolt: Rosa López és Nieto párosa képviselte volna az országot. Ha indultak volna, akkor a fellépési sorrendben tizenötödikként adták volna elő táncukat. Így összesen tizennégy ország képviseltette magát a glasgowi versenyen.
A résztvevőkön kívül még Albánia, Bosznia-Hercegovina, Ciprus, Fehéroroszország, Izland, Izrael, Macedónia, Málta, Örményország és Spanyolország közvetítették a műsort. Ez volt az első alkalom, hogy Ausztrália is közvetítette a versenyt, habár nem a pontos időben, hanem 2009. május 6-án.

## A szavazás
A szavazási rendszer megegyezett az Eurovíziós Dalfesztiválon és a Junior Eurovízión használt szavazási rendszerrel, vagyis minden ország a tíz kedvenc táncára szavazott, akik 1-7, 8, 10 és 12 pontot kaptak. A szavazás a fellépési sorrendnek megfelelően történt, vagyis Svédország volt az első szavazó és Ukrajna lett volna az utolsó, viszont technikai okok miatt  Lengyelország pontjait jelentették be utoljára.
Ebben az évben először egy négytagú szakmai zsűri is értékelte a produkciókat. A táncoknak 1-8, 10 és 12 pontot adtak, így egy ország minimum 4, maximum 48 pontot kaphatott. Ezeket az eredményeket a táncok bemutatása után megmutatták, majd a szavazás kezdetekor is, és ezekhez adták hozzá az országok pontjait.
A zsűri szavazatai alapján Dánia volt az első. Egészen addig vezettek, amíg Azerbajdzsán tíz pontot nem adott Lengyelországnak, mert így holtversenyben álltak az élen, viszont az írek három pontja után Dánia visszavette a vezetést. De a lengyelek kapták a tizenkét pontot, így újból a tabella tetejére kerültek. Ezután már végig megőrizve előnyüket megnyerték a versenyt.
Hollandiát az Ausztriától kapott egy pont mentette meg attól, hogy nulla ponttal az utolsó helyen végezzenek. Valószínűleg az itt elért utolsó hely miatt jelezték visszalépési szándékukat az ismeretlen időpontra elhalasztott harmadik versenytől.

## Döntő
A döntőt 2008. szeptember 6-án rendezték meg tizennégy ország részvételével.
| #  | Ország             | Táncosok                                    | Táncok                                               | Helyezés | Pontszám |
| -- | ------------------ | ------------------------------------------- | ---------------------------------------------------- | -------- | -------- |
| 01 | Svédország         | Danny Saucedo és Jeanette Carlsson          | Csacsacsa                                            | 12.      | 38       |
| 02 | Ausztria           | Dorian Steidl és Nicole Kuntner             | Slowfox és Jive                                      | 13.      | 29       |
| 03 | Dánia              | Patrick Spiegelberg és Katja Svensson       | Szamba, Tangó, Pasodoble és Dzsessz                  | 6.       | 102      |
| 04 | Azerbajdzsán       | Eldar Cəfərov és Anna Sajina                | Pasodoble, Rumba, Tangó és azeri néptánc             | 5.       | 106      |
| 05 | Írország           | Gavin Ó Fearraigh és Dearbhla Lennon        | Pasodoble, Rumba és ír tánc                          | 11.      | 40       |
| 06 | Finnország         | Maria Lund és Mikko Ahti                    | Tangó                                                | 10.      | 44       |
| 07 | Hollandia          | Thomas Berge és Roemjana De Haan            | Rumba és Showtánc                                    | 14.      | 1        |
| 08 | Litvánia           | Karina Krysko-Skambinė és Saulius Skambinas | Rumba, Csacsacsa és akrobatikus elemek               | 4.       | 110      |
| 09 | Egyesült Királyság | Louisa Lytton és Vincent Simone             | Pasodoble, Jive és Tangó                             | 9.       | 47       |
| 10 | Oroszország        | Tatyjana Navka és Alekszandr Litvinyenko    | Csacsacsa, Szamba, Rumba, Pasodoble és orosz néptánc | 2.       | 121      |
| 11 | Görögország        | Jason Rodítisz és Tónia Koszovics           | Latin táncok                                         | 7.       | 72       |
| 12 | Portugália         | Raquel Tavares és João Tiago                | Rumba és Tangó                                       | 8.       | 61       |
| 13 | Lengyelország      | Edyta Herbuś és Marcin Mroczek              | Rumba, Csacsacsa és Dzsessz                          | 1.       | 154      |
| 14 | Ukrajna            | Lilija Podkopajeva és Szergej Kosztyeckij   | Jive, ukrán néptánc és Rock and roll                 | 3.       | 119      |

## Ponttáblázat
|                    | Szavazók | Szavazók   | Szavazók | Szavazók | Szavazók     | Szavazók | Szavazók   | Szavazók  | Szavazók | Szavazók           | Szavazók    | Szavazók    | Szavazók   | Szavazók      | Szavazók | Szavazók | Szavazók |
| Össz               | ZS       | Svédország | Ausztria | Dánia    | Azerbajdzsán | Írország | Finnország | Hollandia | Litvánia | Egyesült Királyság | Oroszország | Görögország | Portugália | Lengyelország | Ukrajna  |          |          |
| ------------------ | -------- | ---------- | -------- | -------- | ------------ | -------- | ---------- | --------- | -------- | ------------------ | ----------- | ----------- | ---------- | ------------- | -------- | -------- | -------- |
| Svédország         | 38       | 4          |          | 3        | 10           |          |            | 7         |          | 1                  | 2           | 2           | 2          | 3             | 4        |          |          |
| Ausztria           | 29       |            |          |          | 3            | 2        | 1          | 3         |          | 4                  | 5           | 4           | 5          | 1             |          | 1        |          |
| Dánia              | 102      | 48         | 8        | 7        |              | 1        | 3          | 8         | 2        | 6                  | 4           |             | 1          | 7             | 2        | 5        |          |
| Azerbajdzsán       | 106      | 28         | 5        | 8        |              |          | 7          | 1         | 4        | 12                 | 1           | 10          | 6          | 4             | 12       | 8        |          |
| Írország           | 40       |            |          |          | 4            | 6        |            | 2         |          | 5                  | 8           | 7           |            |               | 6        | 2        |          |
| Finnország         | 44       | 12         | 12       |          | 6            | 5        |            |           | 1        | 3                  |             |             |            | 2             | 3        |          |          |
| Hollandia          | 1        |            |          | 1        |              |          |            |           |          |                    |             |             |            |               |          |          |          |
| Litvánia           | 110      | 32         | 7        |          | 7            | 4        | 10         | 6         | 5        |                    | 10          | 5           | 4          | 5             | 8        | 7        |          |
| Egyesült Királyság | 47       | 8          | 1        | 4        | 5            | 3        | 8          |           | 10       |                    |             | 1           | 3          |               | 1        | 3        |          |
| Oroszország        | 121      | 24         | 6        | 6        | 2            | 8        | 4          | 12        | 8        | 10                 |             |             | 12         | 10            | 7        | 12       |          |
| Görögország        | 72       | 40         | 4        | 2        |              |          | 2          | 5         | 3        |                    | 3           | 3           |            | 6             |          | 4        |          |
| Portugália         | 61       |            | 3        | 5        | 1            | 7        | 6          |           | 6        | 2                  | 7           | 6           | 7          |               | 5        | 6        |          |
| Lengyelország      | 154      | 20         | 10       | 12       | 12           | 10       | 12         | 10        | 12       | 8                  | 12          | 8           | 10         | 8             |          | 10       |          |
| Ukrajna            | 119      | 16         | 2        | 10       | 8            | 12       | 5          | 4         | 7        | 7                  | 6           | 12          | 8          | 12            | 10       |          |          |

Ebben az évben egy szakmai zsűri is szavazott a táncokra.

## Térkép

Részt vevő országok
Országok, melyek korábban részt vettek, de ebben az évben nem

## 12 pontos országok
| Darab | Jutalmazott ország | Szavazó ország                                           |
| ----- | ------------------ | -------------------------------------------------------- |
| 5     | Lengyelország      | Ausztria, Dánia, Egyesült Királyság, Hollandia, Írország |
| 3     | Oroszország        | Finnország, Görögország, Ukrajna                         |
| 3     | Ukrajna            | Azerbajdzsán, Oroszország, Portugália                    |
| 2     | Azerbajdzsán       | Lengyelország, Litvánia                                  |
| 1     | Finnország         | Svédország                                               |

## Eredmények a zsűri szavazatai nélkül
1. Lengyelország (134 pont)
2. Ukrajna (103 pont)
3. Oroszország (97 pont)
4. Azerbajdzsán (78 pont)
5. Litvánia (78 pont)
6. Portugália (61 pont)
7. Dánia (54 pont)
8. Írország (40 pont)
9. Egyesült Királyság (39 pont)
10. Svédország (34 pont)
11. Görögország (32 pont)
12. Finnország (32 pont)
13. Ausztria (29 pont)
14. Hollandia (1 pont)